# Maria (píseň)
"Maria" je skladba americké skupiny Blondie, která vyšla na jejich sedmém studiovém albu No Exit z roku 1999. Skladba se dá považovat za comeback skupiny, protože byla vydána jako jejich první singl od singlu "War Child" z roku 1982. Skladba dosáhla 1. místa v britském žebříčku UK Singles Chart. Napsal ji klávesista Jimmy Destri, který také napsal některé ze starších hitů skupiny jako např. "Atomic". Hudební video režíroval Alan Smithee.
Skladba se nachází také na výběrovém albu skupiny z roku 2014 Greatest Hits Deluxe Redux, které je součástí dvojalba s názvem Blondie 4(0) Ever spolu s jejich desátým studiovým albem Ghosts of Download. Album bylo vydáno u příležitosti 40. výročí založení skupiny.

## Seznam skladeb
Všechny skladby napsal Jimmy Destri pokud není uvedeno jinak.
UK CD 1
1. "Maria" (Radio Edit) – 4:09
2. "Maria" (Soul Solution Remix Radio Edit) – 4:08
3. "Maria" (Talvin Singh Remix Edit) – 4:39

UK CD 2
1. "Maria" (Radio Edit) – 4:09
2. "Screaming Skin" (Live) (Debbie Harry, Chris Stein, Romy Ashby, Leigh Foxx) – 6:05
3. "In the Flesh" (Live) (Harry, Stein) – 2:56

- Skladby 2 a 3 byly nahrány v Lyceum Theatre, Londýn dne 22. listopadu 1998.

UK CD 3 (promo only)
1. "Maria" (Radio Edit) – 4:09
2. "Maria" (Talvin Singh Rhythmic Remix) – 7:26

UK Cassette
1. "Maria" (Radio edit) – 4:09
2. "Maria" (Soul Solution Remix Radio Edit) – 4:08

US CD
1. "Maria" (Soul Solution Full Remix) – 9:27
2. "Maria" (Talvin Singh Remix) – 7:27
3. "Maria" (Talvin Singh Rhythmic Remix Edit) – 4:39
4. "Maria" (Album Version) – 4:51

US 12 "1
1. "Maria" (Soul Solution Full Remix) – 9:27
2. "Maria" (Soul Solution Bonus Beats)
3. "Maria" (Talvin Singh Remix) – 7:27
4. "Maria" (Talvin Singh Rhythmic Remix Edit) – 4:39
5. "Maria" (Album Version) – 4:51

US 12 "2
1. "Maria" (Ether Dub)
2. "Maria" (White Trash Dub)

Mexico CD (promo only)
1. "Maria" (Radio Edit) – 4:12
2. "Maria" (Album Version) – 4:51
3. "Maria" (Soul Solution Radio Edit) – 4:08

Thailand CD (promo only)
1. "Maria" (Radio Edit) – 4:09
2. "Maria" (Talvin Singh Rhythmic Remix) – 7:26
3. "Maria" (Soul Solution Remix Radio Edit) – 4:08
4. "Maria" (Album Version) – 4:51
5. Radio Sampler of album "Best Music From Blah Blah Blah" – 7:03

## Pozice v žebříčcích
| Žebříček (1999)  | Vrcholové pozice |
| ---------------- | ---------------- |
| Austrálie (ARIA) | 59               |
| Brazílie (ABPD)  | 90               |
| Irsko (IRMA)     | 3                |
| Itálie (fimi)    | 6                |